# Bucephalus polymorphus
Bucephalus polymorphus is een soort in de taxonomische indeling van de platwormen (Platyhelminthes). De worm is tweeslachtig en kan zowel mannelijke als vrouwelijke geslachtscellen produceren.
De platworm behoort tot het geslacht Bucephalus en behoort tot de familie Bucephalidae. De wetenschappelijke naam van de soort werd voor het eerst geldig gepubliceerd in 1827 door Karl Ernst von Baer.
Deze zuigworm is een belangrijke parasiet van zoetwatervissen in Europa. Tijdens de levenscyclus maakt deze parasiet gebruik van drie gastheren. De eerste is een kleine zoetwatermossel uit het geslacht Dreissena, de driehoeksmossel (Dreissena polymorpha) die als de obligate eerste tussengastheer fungeert. Vrijzwemmende cercaria-larven verlaten deze gastheer en hechten zich aan een voorbijzwemmende vis, vaak een karperachtige die zich met tweekleppigen voedt, zoals de blankvoorn. In 2007 werden ze aangetroffen op de zwartbekgrondel, een exoot in de Oostenrijkse Donau. Ze dringen door in het lichaam van de vis, waarbij bloeding en necrose kan optreden, die bij ernstige infecties de dood van de vis kan veroorzaken. In de tweede tussengastheer vormen ze zich om tot een metacercaria-cyste. De definitieve gastheer, waarin de parasiet zich tot een volwassen worm ontwikkelt, is een roofvis zoals de snoek of de snoekbaars die de geïnfecteerde vis eet.